# オウガバトル64
『オウガバトル64 Person of Lordly Caliber』（オウガバトルろくじゅうよん パーソン・オブ・ロードリー・キャリバー）は、任天堂が1999年7月14日にNINTENDO 64用ソフトとして発売したシミュレーションRPGであり、オウガバトルシリーズの3作目である。略称は『オウガ64』『OB64』など。
当初は『オウガバトル3』というタイトルでクエストから発売される予定だったが、発売元は任天堂に変わり、タイトルも変更された。またこのときタイトルロゴの色も金色から銀色に変更されている。タイトルロゴのデザインは黒川常治氏によるものである。
2010年1月26日からWiiバーチャルコンソールで、2017年7月5日からWii Uバーチャルコンソールにて、それぞれ配信。配信前にクエストのゲームの知的財産権がスクウェア・エニックスに売却されていたため、本作の現在の著作権表記はスーパーマリオRPGと同様、任天堂とスクウェア・エニックスの連名になっている。

## 概要
本作はオウガバトルサーガ正史の第6章に当たり、時間的には『伝説のオウガバトル』（第5章）終了後、『タクティクスオウガ』（第7章）とほぼ同時期の物語である。舞台は北にローディス、南にゼノビアと国境を接するパラティヌス地方で、前作までに名前だけ登場した旧ニルダム王国なども含まれる。
ゲームシステムは『伝説』の物を踏襲しながら『タクティクス』の要素を織り交ぜたような作りで、スケール的には両者の中間程度に位置する地域戦を一単位としている。盤面の駒のようだったユニットの表現が向きを持ったキャラクターに変わっており、チームの向いている向きも戦闘に反映される。またこれに伴い、チームの陣形も『伝説』の3マス×2列(前列/後列)から3マス×3列(前列/中列/後列)に拡張されている。なお、チーム内のユニット数は『伝説』と同様に、5ユニットである。
これにレギオンシステム（後述）を加えて、より戦術性に富んだ表現を狙った設計をしている。
また、『伝説』ではマップ内の敵ユニットは、全滅させても各々が数回〜十数回以上復活していたが、本作では基本的に、一度全滅させると復活は無い。これに伴いゲームプレイの迅速化、レベルの上がりすぎによる弊害が無くなるなどの点と同時に、敵撃破時の経験値やパラメータ変化などの機会は激減した。

### ソルジャー・クラスチェンジ
『伝説』で基本クラスだった「ファイター」「アマゾネス」の前段階として、「ソルジャー」というユニットが登場し、雇用できる人間ユニットはこれのみである。戦闘力は非常に低いが、戦闘経験（敵軍を相手にした実戦のみ）を積むと「ファイター」か「アマゾネス」に成長する。どちらに成長するかはその時のユニットリーダーの性別に依存しており、ソルジャーの段階では性別は存在しない。
また、『伝説』では一部の特殊クラスを除き、レベルとパラメータを満たせば自由にクラスチェンジが可能であったが、本作ではクラスチェンジに、クラスに合致した装備アイテム（本作では武器、盾、鎧、兜の4種類が存在する）が必要となり、装備の調達に軍資金が必要になった。更に、一部の装備品は非常に数が限られており、ユニット数が制限される。
なお、本作では『伝説』に存在したユニットパラメータ「カリスマ」が消滅しているため、自軍の主力ユニットが使い物にならなくなる、という事態は少なくなった。
その他、人間以外のユニットには、装備品の制限がない。レベルアップに伴うパラメータ向上や敵の特殊攻撃を喰らう事などで、自動的にクラスチェンジする。また、『タクティクス』の転生クラスの概念が導入されている。例えば、人間ユニットが死亡するとゾンビになり、ゾンビが火炎攻撃を喰らうと火葬されてスケルトンになる。

### ステータス
アラインメント
キャラクターの属性を示すマーク。
傾きはキャラクターの性格を反映し、行動次第で変化する。右に傾くと秩序を重んじる「L」（神聖/ロウ）、左に傾くと自由を重視する「C」（暗黒/カオス）、中ほどでバランスを保っていると「N」（中立/ニュートラル）を表す。
STR
キャラクターの「力」を表すステータス。物理攻撃や肉弾攻撃の攻撃力などに影響する。
VIT
キャラクターの「生命力」を表すステータス。HPや物理攻撃・肉弾攻撃に対する防御力などに影響する。
INT
キャラクターの「知力」を表すステータス。魔法攻撃力などに影響する。
MEN
キャラクターの「精神力」を表すステータス。魔法攻撃に対する防御力などに影響する。
AGI
キャラクターの「素早さ」を表すステータス。戦闘時の行動順や命中率・回避率などに影響する。
DEX
キャラクターの「器用さ」を表すステータス。戦闘時の物理攻撃や肉弾攻撃の攻撃力・防御力・命中率などに影響する。
疲労度
本作で追加された要素。移動によって蓄積されていき、それに応じて戦闘力が下がっていく。最大まで蓄積すると強制的にキャンプを行い眠ってしまう。蓄積した疲労は拠点滞在かキャンプによって回復する。
蓄積する度合いは飛行タイプの場合、増加速度が高くなる。

### レギオンシステム
レギオンシステムは、レギオンという枠組みで複数のチームを一括指示できるシステムである。レギオンを構成する場合、センチュリオンや一部のキャラクターといった「レギオンリーダー」の資質を持ったものを組み込む必要がある。レギオンリーダーの分だけ、複数のレギオンを組むことも可能。なお、敵側も同様に、レギオンを構成して攻めてくるステージが存在する。
レギオンは1組につき、レギオンリーダーを軸としたチーム「レギオンコア」および、レギオンを構成する最大4つの所属チーム「レギオンパーツ」、合計2-5チームで部隊を組む構成となる。レギオンとなった部隊は「8種類の陣形」（後述）を取らせることで連係動作を行う。陣形はレギオンコアを中央に配し、レギオンパーツ各部隊ははそこから一定の距離を保つよう動作する。レギオンパーツとなったチームにはリーダーユニットからの支援攻撃（自軍全体のレベルで威力変動）が付くほか、戦闘終了後の敵の後退判定に補正が付く。また、移動中も陣形に沿ってチームが配置されるため広範囲に視界が確保される。これらを利用してうまく戦術を組むのがレギオンシステムである。
なお、レギオンリーダーのチーム「レギオンコア」には、配下チームへのメッセンジャー(伝令)兼支援攻撃役を務めるソルジャーが、「構成しているレギオンパーツの数の分だけ必要」となっている。レギオンパーツは最大は4チームであるので、例えば、最大構成数（レギオンパーツ4部隊）のレギオンの場合のレギオンコアのチーム構成は、レギオンリーダーとソルジャー4体となる。逆に、レギオンパーツがそれより少ない場合は、その分だけソルジャー以外のユニットを構成可能。ソルジャーは戦闘力は自軍全体の能力に依存、かつ非常に低いため、レギオンパーツが多い大部隊の場合、コアに攻め込まれた場合脆くなりやすい。レギオンリーダー・コアに致命的な損害を被ればレギオンは強制的に解散することになるため、レギオン結成中はレギオンパーツの方向転換や他の遊撃チームでリーダーの防衛も重要になる。
あくまでユニット指示の煩雑化を減らす部分が大きいので、レギオンシステムを用いなくとも本作の攻略は可能である。総じて不利な点を挙げると
- リーダーとなるチームの（レギオンの規模に応じた）大幅な戦力低下、それに伴うリーダーのレベルアップ機会の損失
- 旋回時に隊列の組み直しとチーム数分の移動力の低下（装備アイテムにより倍速移動は可能）
- 臨機応変な用兵の制限

同時に以下の利点も存在する
- 敵を包囲殲滅しやすい
- 勝利時の後退補正を利用した押し出し（戦闘までの猶予延長、疲労の誘発）
- 移動速度はレギオンコアに準じるため構成チームが順路外でも速度が落ちない
- 視野が広がるため野生ユニットとエンカウントしやすい

陣形については以下の通り。（）に陣形の形状を併記。
- モバイルウォール（―）　- レギオンコアの左右を2チームで固める。
- ライトアヘッド・レフトアヘッド（＼・／）　-　レギオンコアに対して相対的な斜め棒状に形成。ライトアヘッドが右肩上がり、レフトアヘッドが左肩上がり。
- グランドアロー（I）　-　レギオンコアの前後を2チームで固める。狭所で陣形が崩れにくい。
- ウェッジシフト（＾） - レギオンコアを先頭に、斜め後方に2チームを配属。左右の敵に対応するが、真正面からの攻撃にもろい。
- ファンネルシフト（V） - レギオンコアの正面斜めを2チームずつで形成。V字になっているため包囲しやすい。
- デュアルウェッジ（M） -レギオンコアから見て、斜め前方にそれぞれ1チーム、横にそれぞれ1チームで固める。
- ウィングシフト（W） - デュアルウェッジの逆の配置。

## 物語
- オウガバトルサーガ 第6章 Person of Lordly Caliber（指導者たる器を持つ者）

舞台は大地神バーサの加護を受けた豊穣の国パラティヌス。士官学校を卒業し南部軍に配属されたマグナス・ガラントは、そこでパラティヌス王国が従属しているローディス教国による一方的な支配の実情を知り、マグナスは仲間と共にこの世界を取り巻く体制を変えるため、革命に立ち上がる。
本作の発売に先立ち、同人誌「パルチさん会議中」に掲載された松野泰己へのインタビューにおいて第6章についての記載があった。それによると、第6章におけるキーファクターは『伝説のオウガバトル』(第5章)でローディスに旅立ったゼノビアの5人の勇者が、ローディス統治領で奴隷と化していたボルマウカ人を解放し、共にゼノビアに帰還する」ことである。『オウガバトル64』のストーリー展開はこのプロットに概ね違わないが、「パルチさん会議中」には最終章についての記載もあり、本作のストーリーをそれと照合すると、辻褄が合わなくなってしまう箇所が存在する。
松野は自分が第6章を作る必要があるなら、まったく違う話に作り直すだろうとツイッターで発言している。

## 登場人物

### 蒼天騎士団
マグナス・ガラント ＜クラス：グラディエイター → ヴァンガード → ジェネラル＞
主人公。名誉貴族のアンキセスの息子。地の民。元々、王都ウィニアで何不自由なく暮らしていたが、ある事件をきっかけに父親に反発し、12歳のとき母親の死を境に全寮制のイシュカ士官学校に入学する。父譲りの優れた才能を持ちながら劣等生のように振舞い、卒業後は自ら望んで辺境の南部軍への配属を希望する。パラティヌス王国の第二王子ユミルとは幼馴染である。
ディオメデス・ラング（蒼生のディオメデス） ＜クラス：グラディエイター → ウォリアー（ドラグーン）＞
主人公の好敵手。モサカ出身。中級市民の出だが南部民の血を引くためか、幼い頃迫害を受ける。自分には無い才能をマグナスに見出し、コンプレックスを抱くとともに信頼を寄せるようになる。故郷では子供たちに兄貴分として慕われている。彼は選択肢によって仲間になる場合と、敵になる場合がある。仲間であり続ける場合は、マグナスの片腕的存在として活躍し続ける。
能力的にはナイト → パラディンと同じだが、盾・兜を装備しないので防御力に劣る。
レイア・シルヴィス ＜クラス：ブレイズナイト → ルーンナイト＞
アージェント地方を治めるシルヴィス伯の娘。男勝りで勝気な性格の女性。父親に溺愛されていたためわがままなところもあるが、本人にその自覚はない。マグナスに対して対抗意識を抱いていたが、行動を共にするにつれて信頼を寄せるようになる。彼女はどんな選択肢を選んでも仲間になる。隠しマップでのデスティンとの戦闘前会話では、マグナスに対する彼女の想いが仄めかされる。
能力的にはヴァルキリー → フレイアと同じ。やはり兜を装備しないので防御力に劣る。
ヒューゴー・ミラー（軍師ヒューゴー）
南部軍の老将校。マグナスの父であるアンキセスやアスナベルとは戦友であり、マグナスの才能を見出した人物。元は高名な魔術師であった。ゲームの中では戦闘には参加しないが、軍師として的確な戦略を示してくれる。

### 蒼天騎士団に加わる（可能性のある）者たち
トロア・タイトン ＜クラス：ファランクス＞
蒼天騎士団に憧れ加入を熱望する少年。騎士団加入後はディオに憧れの眼差しを向ける。部隊のムードメーカー。
アスナベル・ビラル（猛将アスナベル） ＜クラス：バーサーカー＞
猛将と名高い戦士。元は中央軍所属の軍人でアンキセスとヒューゴーとは戦友だった。しかし、ローディスの階級制に反発したため、反逆者として強制労働を強いられている。ブラックナイトにクラスチェンジするとより強力になるが、固有キャラ補正によりバーサーカーのままでもブラックナイトに匹敵する戦闘力を持つ。
カトレーダ・ビラル ＜クラス：クレリック＞
アスナベルの娘。父の身を案じ革命軍に参加する。トロアと恋仲の噂も…
ヴァド・オロキ・ズレンカ（雷火のヴァド） ＜クラス：グラップラー＞
旧ニルダム王国の戦士。祖国がローディスによって滅ぼされ王族や同胞を人質にされたため、やむを得ずローディス傘下のニルダム兵団に所属している。革命軍に解放され、他の仲間を助けにローディスに戦いを挑もうとする仲間をよそに、一人蒼天騎士団に入る。
リーデル・クライン（鳴弦士リーデル） ＜クラス：アーチャー＞
中央軍所属の部隊「赤枝騎士団」の弓兵。南部に派遣されてきたがある事件により部隊は全滅、彼女（と数人の戦士）が生き残る。その後、中央騎士ジールに「蒼天騎士団が魔界の住人の力をもって赤枝騎士団を全滅させた」と嘘を吹き込まれ蒼天騎士団に弓を引く。
シィン・コクトー（翼雲のシィン） ＜クラス：ホークマン＞
自由気ままに放浪の旅をしている有翼人の青年。何かと縛りの厳しいローディス教国を抜け出し、自由（本意は、制限の中でどれだけ楽しめるかということで、なんでも手に入る世界は望んでいない）を求めてパラティヌス王国にやってきたが、各地で戦乱が起きているため落胆している。プレイボーイなのか各地で女性に声をかけている。ホークマンのままでもユニットリーダーを務めることが可能。
メレディア・オキーフ ＜クラス：セイレーン＞
レイアの幼いころからの親友。かつて戦争孤児であったがレイアの父シルヴィス伯に拾われ魔導士となる。孤児だったとは思えないほど陽気な性格をしている。
パウル・ルキシュ ＜クラス：エンチャンター＞
天才的な才能を持つ魔導士の少年。独学で魔界との交渉に成功するも、召喚した訳ではなかったため親友を石にされてしまい、自らの魔力を封じる。最もマイナーなルートで仲間にすることができる。

### ゼノビアの勇者たち
デスティン・ファローダ（勇者デスティン） ＜クラス：ロード＞
『伝説のオウガバトル』の主人公。27歳。ゼテギネア大陸で反乱軍を指揮し、神聖ゼテギネア帝国を倒した男。デスティン・ファローダは偽名だが、リチャードもその名を知っているので、二年前には既に偽名を使っていたようだ。デステンプラーに匹敵する実力を有し、マヒ・眠り・石化を無効化するという人間離れした特殊能力を持つ。
初期アラインメントはN。それが如実に表れるのがニルダム王国との関係で、彼らを盾とする革命軍の方針は戦略家としては納得できるが、人間としては納得できず、更に自らがニルダムの盾となる、という結論を出すに至った。
力に傾倒したプレイを続けていれば、ラストバトル後に他の4人と共に隠しボスとして登場する。レベルは本作最高の41。
クアス・デボネア（疾風のデボネア） ＜クラス：ジェネラル＞
ハイランド四天王の一人。31歳。デスティンに敗れた後、帝国の腐敗した実態を見つめ直し、ゼノビアの反乱軍に加わった。頑固で頭が固い所があるが、騎士としての実力・気品は共に超一流。故郷には法皇ノルンという恋人を残している。必殺技はソニックブレイド。頑固だからか、装備武器は愛剣ソニックブレードで固定である。
アイーシャ・クヌーデル（聖母アイーシャ） ＜クラス：プリースト＞
ロシュフォル教大神官の娘。19歳。ゼテギネア帝国の皇子ガレスに殺害された母親の仇を討つためゼノビア反乱軍に参加した。プリーストとして高い能力を持っている。
ギルバルド・オブライエン（天空のギルバルド） ＜クラス：ビーストマスター＞
ゼノビアの反乱軍に参加した戦士。元ゼノビア王国魔獣軍団長。「タクティクスオウガ」にも登場したカノープスとは親友という間柄。密かにシリーズ皆勤賞。恋人はカノープスの妹ユーリア。
サラディン・カーム（妖術師サラディン） ＜クラス：ウォーロック＞
ゼノビアの反乱軍に参加した妖術師。ドヌーブ王国出身。かつてはゼテギネア帝国を築いた魔導士ラシュディの弟子だったが、暗黒道に傾倒する師に反発、その道を違えた。
デネブ・ローブ＜クラス：うぃっち＞
オウガシリーズおなじみの魔女。かつてはゼテギネア帝国に所属していたが、改心し反乱軍に加わった。が、「役に立たないカボチャの化け物」を創ってばっかりだったようだ。現在は新生ゼノビア王国魔法団に所属している。オウガバトル64は、彼女がちょうどヴァレリア島にいる時期の物語であるため、本編には登場しない。その代わり、チュートリアルで解説を担当している。
転生魔法を修めているため、他人の体を乗っ取ることで常に若く美しい姿を保つことが出来る。

### パラティヌス革命軍
フレデリック・ラスキン（明星のフレデリック）
元西部の商人で革命軍の指導者。彼自身は穏健派で、革命軍内部の過激な行動に危機感を抱いている。王としてふさわしい資質を持つ理想的な指導者。エンディングでは、必ず国王になるが、すぐに死んでしまう。
ゼベク・ヌラトン（尽言のゼベク） ＜クラス：スペリオルナイト＞
革命軍別働隊「南部の虎」を率いる。フレデリックの穏健的なやり方に不満を持つ。後に、王国内での地位と引き換えに革命軍を離反、敵として登場することになる（ディオが敵になった場合、革命軍と戦う前に彼に殺されてしまう）。

### パラティヌス王国中央軍
プロカス・デュルメール（狂王プロカス） ＜クラス：フレイルモナーク＞
パラティヌス王国の国王。かつては立派な君主と称えられたが、王妃がなくなってからは人が変わったようにふがいない王となる。ローディスが侵攻してきた際にはあっさり降伏、以後は彼らの言いなりになる。王妃の命と引き換えに生まれたユミルを嫌っている。
アムリウス・デュルメール（皇子アムリウス） ＜クラス：ダークプリンス＞
パラティヌス王国第一皇子。アンキセス失脚後、中央軍の指揮を執っているが、もっぱら革命軍の討伐にあけくれている。ローディスからの独立に執念を燃やす野心家で、ローディスの言いなりの父親のことを軽蔑している。ちなみに、唯一単独で強力な召喚魔法を使えるクラスである。
エウリノーム・レイド（中央騎士レイド） ＜クラス：スペリオルナイト＞
ユミルを護衛している中央軍所属の上級騎士。中央の貴族や上級民以外を人とは扱わない冷酷で傲慢な男。反抗的なマグナスを目の敵にしている。その性格が災いしてか最後は周囲の人間すべてに見放され、悲惨な最期を遂げる。
ジール・ベリト（中央騎士ジール） ＜クラス：ブラックナイト＞
レイドとともにユミルを護衛している中央軍所属の上級騎士。彼もまた中央を第一に考えている。力押しだけでなく、魔法も扱う技巧派。常にマスクを被っており、彼の素顔を見た者はほとんどいないという。また、詳しい素性や名前が本名かどうかも不明。
ヌミトール・シルヴィス（北部領主シルヴィス）＜クラス：バニティ＞
レイアの父。極寒のアージェント地方を自ら率先して治め、危険を冒して革命軍にかげながら協力する人物。ローディスが侵攻してきた際に孤児になった子達を集め、魔導院を孤児院に変えて魔法を覚えさせ一人前の魔導師として育て上げた人。中央に魔界のものがやってきても暗黒道に堕ちない精神力を持っている（ただし、ルートによっては彼も暗黒道に堕ち、実の娘に剣を向ける）。

### パラティヌス王国西部軍
ユミル・デュルメール（王子ユミル/天荒王ユミル） ＜クラス：オーヴァーロード＞
パラティヌス王国第二王子、プロカスの次男。出産時に王妃が亡くなったことや金の民でありながら銀髪で紫目という姿のため、父プロカスから忌み嫌われている。マグナスとは幼いころ遊んでいた間柄で、よく彼の後をついて回っていた。南部地域の腐敗を目の当たりにし何とかしたい思うものの、自分の力のなさを憂う。
その正体はかつてパラティヌス王国の開闢王が、ダニカの騎士を通じダニカとの取引で究極の力を手にし、代償としてダニカにささげた子孫である「契約の子」。彼自身はダニカの心の一部でもある。魔界の果実を口にしたことでダニカの記憶を手にし、カオスゲートから魔界に下り究極の力を手にするも暗黒道に堕ちる（ルートによっては正気を失わず暗黒道に堕ちない）。禁呪を使って世界を支配することによって（暗黒道に堕ちなかった場合魔界の住人を消すことで）争いを終わらせようとするが、マグナスの説得で正気を取り戻す。しかし、ユミルを失うことを恐れるあまり錯乱したマーリ（あるいはダニカ神を復活させる意思がないことを悟ったゼーダ）によって刺され、マグナスに看取られながら息を引き取った。
マーリ・キャラン（侍女マーリ）
ユミルの世話係として仕える侍女。平民の出とされているが出生は不明。ユミルの力になりたいと強く願う健気な少女なのだが、ゼーダにより不思議な能力を持つようになる。
その正体は大賢者ラシュディの娘であり、自身も強大な魔力を有する（ゼーダが封印を解くことによって使えるようになった）。自身の新たな肉体を求める父の陰謀により、神の化身とも言えるユミルの子を産む為にユミルの元に送り込まれた（自身は父を全く知らない）。そして魔界からやってきたゼーダによって、ユミルが究極の力を手にすることを薦めるように仕向けられる。が、ユミルが死亡したことにより、ゼーダの手でダニカ復活の最後の手段としてつれさらわれる。結果としてユミルを失った深い悲しみが、ダニカの封印を解くことになった。ユミルの子をその身に宿したままボルドウィンに殺害されたが、その胎児には既にラシュディが転生しており、悪魔的な知性と絶大な魔力、そしてラシュディとしての記憶を手に入れて、四度目の転生を果たした。
アンキセス・ガラント（堅牢地神アンキセス） ＜クラス：ソリットブレード＞
マグナスの父。地の民。かつては中央軍の将軍だったが、とある事件でやむを得ず貴族を殺してしまったため、「貴族殺し」と呼ばれ蔑まれる。その後、ユミルの補佐役として西部軍の副将軍に就く。
彼が殺害した貴族は、ユミル（と偶然その場にいたマグナス）を暗殺しようとした実行犯であり、アンキセスに非は無かったのだが、暗殺を指示したのがほかならぬプロカス国王その人だったため、真実を語ることなく「貴族殺し」の汚名を浴びる（マグナスはその事実を知らなかった為父親に反発する原因となった）。ユミルならパラティヌス王国の指導者たる器をもつと信じる。ストーリー分岐にもよるが、ユミルがボルドウィンによってつれさらわれた後、彼を救出する為に単独で王都ウィニアに乗り込み、ユミルが暗黒道に堕ち王都を牛耳っているとは知らず、プロカスによって操られていると考え国王プロカスを殺害、ユミルを連れ出そうとするが、アンキセスの考えがユミルの意にそぐわなかった為彼の手で異界へと葬り去られてしまう。
進め方によっては仲間にすることができる。単体で合成魔法「クレイアサルト」を使いこなし、直接戦闘系ユニットとしても本作最強である。

### パラティヌス王国南部軍
ゴデスラス・ブラニク（南部将軍ゴデスラス） ＜クラス：バニティ＞
パラティヌス王国南部軍将軍でマグナスたちの上官。あらゆるコネを使って現在の地位につき、中央への進出をも狙っている。そのためか、中央の士官学校からやって来たマグナスには厳しい態度をとる。統治者としては控えめに言っても無能。
失態続きで革命軍の進軍を抑えられず、失脚しかけたため、保身の為にボルドウィンの研究に利用され家族を生贄としてオウガを召喚、更には魔界の果実を口にし暗黒道に堕ちた。
アリオーシュ（流連騎士アリオーシュ） ＜クラス：ナイト＞
ゴデスラスの部下。ゴデスラスの命で魔界の住人を使い革命軍を倒そうとしたが、指揮することが出来ず、中央からやってきた赤枝騎士隊を壊滅させてしまう。

### パラティヌス王国東部軍
オディロン・バラーム（祭主オディロン）
バーサ教の総本山・東方教会の祭主。慣例により東部将軍も兼任しており、イシュカ士官学校の卒業式では彼が立ち会うことが慣例となっている。民衆たちに大変慕われているが、独立性が強いためか中央からは警戒されている。
エウロペア・リーダ（星辰の騎士エウロペア） ＜クラス：センチュリオン＞
東方教会の神官戦士の長。敬虔なバーサ教信者だが、何者かの陰謀により異端者として圧力を受ける。『伝説のオウガバトル』の女性オピニオンリーダーがモデルとされる。
ケリコフ・バルト（東部将軍ケリコフ） ＜クラス：バニティ＞
東方教会を監督するために中央から派遣されてきた貴族。人の弱みに付け込み、強いものにへつらう、ふがいない男。毎日宴会三昧の生活をしている。プロカスの命により、東方教会に残されているバーサ神殿に関する情報を手に入れるため、宴会の席で神官戦士に魔界の果実を食べさせ暗黒道に堕とし、そのスキャンダルを広める事でオディロンを失脚させた。東方教会が魔界と通じていたことを突き止めた功績で東部将軍の地位を与えられ目的の情報も手に入れるが、中央を裏切りそれらをローディスに売り込む。結局ローディス、中央の両方に見捨てられ、革命軍に敗れ逃げ出した。その後の消息は定かでなかったが、EDで転生したラシュディに遭遇、塵も残さず消されてしまった（EDによっては出てこない場合もある）。
ビスク・ラ・ヴァレ（開明獣ビスク） ＜クラス：ライカンスロープ・ウェアウルフ＞
パラティヌス王国東部軍に所属する戦士。ローディスに言いなりの中央軍に反発し反乱を起こすも、アンキセスに敗れ幽閉される。普段は普通の人間だが、夜なるとウェアウルフに変身する。どちらかと言えば明るい人物。1章で特定の選択肢を選び、ゼノビアの勇者、アンキセスを仲間にしない事が仲間になる条件だが、カオスフレームに関わらず仲間にできるため高カオスフレームかつゼノビアの勇者達を仲間にしない変則的なプレイスタイルにおいても仲間にすることが可能。

### ローディス教国・冥煌騎士団
リチャード・グレンデル（竜心王リチャード） ＜クラス：デステンプラー＞
グレンデル家の当主で冥煌騎士団の団長。パラティヌス王国の軍官を務めている。強靭な精神力と人並み外れた戦闘能力を持ち、その強さと武勲から「竜心王（ドラゴンハーティド）」の異名を取る男。弟に対し強い愛情を抱いているが、普段は彼を鍛える為か厳しい態度で接している。愛剣は神聖剣オラシオン。
限界まで抑圧されたボルドウィンに殺害されるが、それはむしろ弟にすべてを譲るための望んだ死であった。
ボルドウィン・グレンデル（冥煌騎士ボルドウィン） ＜クラス：テンプルコマンド＞
リチャードの実弟。有能な人物だが、偉大過ぎる父と優秀過ぎる兄に対して劣等感を抱いている。その反動か力に対して異常な執着を見せ、死の真際にまで究極の力を求める。その執念がダニカを魔界の女王として呼び覚ます引き金となった。愛剣は神聖剣アンビシオン。複数の高位魔法を自在に操る。
タムズ・デルヴィル（冥煌騎士タムズ） ＜クラス：テンプルコマンド＞
先代からグレンデル家に仕えてきた騎士。リチャードとボルドウィンを子供のころから見守り続けてきた側近中の側近。グレンデル兄弟に対しても師としての口調を崩すことはない。
アマゼロト・ルドン（冥煌騎士アマゼロト） ＜クラス：テンプルコマンド＞
テンプルコマンドとしての能力は高いが、軍略などには興味を示さず、専ら自分の力と技を磨くことに執着している。その執着のあまり暗黒道に落ちる。愛剣はレーヴァンテイン。
ヴァプラ・シンベルグ（冥煌騎士ヴァプラ） ＜クラス：テンプルコマンド＞
冥煌騎士団のテンプルコマンド。元は流浪の剣士だったため、ほかの団員たちとは異質な雰囲気をもっている。かつては神聖ゼテギネア帝国にいたこともあり、その時まるで太刀打ち出来なかったデボネアに対し強いコンプレックスを持っている。愛剣はニフリートソード。
プルフラス・ウォッツ（冥煌騎士プルフラス） ＜クラス：テンプルコマンド＞
若いながらも実力を認められテンプルコマンドに任命された騎士。その若さと実力ゆえ、年上のものに対する礼儀などに欠けている。また、自分の能力や血筋を過大評価している気配もある。愛剣は金剛刀。
カース・フォアレーゼン（失意の騎士カース） ＜クラス：ブラックナイト＞
冥煌騎士団の騎士。敬虔なローディス教信者で、騎士道の熱心な求道者。冥煌騎士団の真の目的を知り教皇とローディスに対し疑問を抱くようになる。進め方によっては仲間にすることも出来るが、そのためにはゼノビア5人組を諦めざるを得ない。また、ルートによっては失意のあまり暗黒道へと堕ちてしまう。

### その他
ゼーダ・リベイロ （妖星のゼーダ）
革命の裏で暗躍する謎の老婆。マーリの眠っていた力を目覚めさせた。冥煌騎士団とも何らかの関係があり、物語の重要な鍵を握る人物。
その正体は魔界の住人で変身可能なゴーゴンであり、魔界の女王であるダニカを復活させようと陰で暗躍し、マーリを利用して復活の要であるユミルが究極の力を求めるように仕向けるが、自らの策に溺れ結局は失敗、最後の手段としてマーリをさらう。しかし、マーリの意志の強さを甘く見ていたため、ダニカ復活の直前でマーリに殺害され、溶けるように消滅した。
ミュルミュール（邪眼大公ミュルミュール） ＜クラス：ゴーゴン＞
パウルが召喚した魔界の住人。パウルの親友を石化させ逃走。後に中央で革命軍と戦うことになる。
カゲイエ（莫邪のカゲイエ） ＜クラス：ソードマスター＞
東部在住の男。傭兵として革命軍と戦うが、周りからは山賊まがいだと呼ばれている。しかし傭兵団のレベルは傭兵団と戦わないルートの敵と比べてかなり高い。
負けると仲間になるそぶりを見せるが実際は仲間にならない。後に住民のボディーガードになる。
聖竜グロズヌイ ＜クラス：デスバハムート＞
伝説のディバインドラゴンと目される巨大なドラゴン。人語を解し、合成魔法を単独で扱える。かつては多くの竜騎士たちが挑んだが、ことごとく返り討ちにあっている。特定の条件が整えば、ユニットリーダーが一騎討ちで勝負することになる。
ダニカ神（半神ダニカ）
神話に語られる大地と嘆きの女神バーサと人の王の間に生まれた豊納の女神。伝説では、魔界の王にして冥界の王でもあるデムンザにつれさらわれ、王と配下の騎士に助け出される。そして王の国はバーサにより更なる恵みを与えられ、騎士たちには「ダニカの騎士」の称号が授けられた。
以上が通説であるが、実際には救出されたダニカは魔界の果実を口にし、魔界の女王と化していた。それを不憫に思ったバーサがダニカの体を5つに分け、心をつかさどる体を地中深くに封印し、四肢を体が封印された神殿の番人とした。封印され永い時が経ち、目覚めを願ったダニカは開闢王と契約を交わす。マーリの深い悲しみが引き金となって復活を果たす。が、復活の要となったユミル・マーリ両名の深い悲しみ、そして直後に乱入してきたボルドウィンの死の真際まで力に固執する、その冥い感情と執念によって魔界の女王として目覚めることとなった。死闘の末、魔界の女王としてのダニカ神は倒れる。
ダニカの騎士 ＜クラス：ゲートキーパー＞
ダニカの神話に語られる騎士。神話では王とともに魔界へと下りダニカを取り戻したとし、その栄誉をたたえられ「ダニカの騎士」と呼ばれるようになった。パラティヌス王国では騎士のあるべき姿として語られている。
だが、実際は称号などではなく、魔界の女王となったダニカが、バーサによって封印された時、ダニカの四肢から生まれた存在。ダニカの眠りを守る為にカオスゲートに配される。後に偶然神殿を発見した開闢王と契約を交わす。その後神殿に現れたユミルをそのときの契約の子であり、ダニカの化身であると認め彼につき従いともに魔界へと下る。地上に帰還後、革命軍との戦いに敗れ4人いた騎士は全員消滅した。

## クラス

### 男性

#### 基本クラス
ファイター
簡易な武装をした歩兵で、男性の基本クラス。ここからノービスクラスにクラスチェンジすることになる。

#### ノービスクラス
ナイト
身を鎧と盾で固めた騎士。攻守にバランスが取れているため、序盤の主力になるクラス。重装備のため、コストがかかるのが難点。
バーサーカー
強靭な肉体と斧で戦う狂戦士。ナイトよりも攻撃力が高いが、防御品は軽装備。ただし防御力の成長はナイトより高い。
フェンサー
両手剣で戦う剣士。軽装備のためVIT(防御力)は低いものの、DEX(器用さ)とAGI(素早さ)が成長するので守備に不安はない。ソードマスターを目指すなら、このクラスを選ぶと良いだろう。
ドールマスター
人形を自由に扱い攻撃する傀儡師。リーダーになると、ユニット内のゴーレムの能力が上がる。前々作と違い魔法は使えない。
ビーストテイマー
鞭を武器とする魔獣使い。リーダーになると、ユニット内の魔獣の能力が上がる。軽装備なので、守備力は低い。
ファランクス
頑丈な鎧と盾で鉄壁の守りを固めた重装歩兵。防御力は高いが、攻撃力は低い。また、ナイト以上に装備品にコストがかかる。
ニンジャ
俊敏に動ける軽装と、爪甲で武装した忍者。守備力が低いが敵の攻撃を避けやすい。ノービスクラス内で唯一リーダーの資格が無い。
ウィザード
初級攻撃魔法を操る魔法使い。装備している属性の魔道書の魔法を使う。

#### マスタークラス
パラディン
騎士道を極めた聖騎士。前衛に置けば3回攻撃を行う。物理攻撃はもちろん、装備する剣の属性に応じた簡単な魔法も使える。基本装備が既に神聖系の「ブレシッドソード」なので、重装備の敵や魔族相手でも安定した戦闘能力を有する。装備は剣・全身鎧・盾・兜。装備品にややコストがかかる。
ブラックナイト
漆黒の鎧とマントに身を包んだ騎士。前衛に置けば2回攻撃を行う。唯一ハンマーと両手斧を装備できるクラス。パラディンと同じく、簡単な魔法を使える。攻撃力、守備力、魔法攻撃力はパラディンより成長しやすい。基本装備が手に入りにくいのが難点。
ドラグーン
ドラゴンキラーの異名を持つ騎士。前衛に置くと3回攻撃を行う。その名の通り、ドラゴンに対しては圧倒的な攻撃力を誇り攻守のバランスも優れているが、相手がドラゴンでなくともそれなりに強い。一体分しか基本装備が揃えられない。
ソードマスター
剣術を極めた剣の達人。前衛に置くと3回攻撃を行う。軽装のためVITは低いが、DEXが大きく成長し続けるため、攻守ともに優れる。またAGIも高い。後衛に配置すると、剣から衝撃波を出すソニックブームを使う（2回攻撃）が、この技は自分もダメージを受ける。
カタフラクト
ファランクス以上の重装で身を固めた騎士。どの位置に置いても2回攻撃を行う。その防御力はまさに鉄壁であるが、他に長所はない。最も基本装備品にコストのかかるクラス。
ビーストマスター
魔獣使いを極めた者。リーダーにすれば、ユニット内の魔獣の能力をさらに引き出すことができる。
エンチャンター
傀儡使いを極めたもの。リーダーにすれば、ユニット内のゴーレムの能力をさらに引き出すことができる。やはり魔法は使えない。前衛では3回攻撃できるが、防御力に欠ける。
ニンジャマスター
忍の道を極めたもの。前衛に置くと3回攻撃を行う。ニンジャよりDEXが高く成長する。ノービスクラスのニンジャとは違い、リーダーの資格もある。後衛に置けば、相手の属性の弱点を突く魔法攻撃「忍術」を使用する(2回攻撃)。忍術の攻撃力は低めだが、他の魔法との合成魔法も発生する。
ゴエティック
魔道を極め、上級攻撃魔法を操る魔法使い。装備している魔道書の属性の上級魔法を使う。戦力として重要。体力は低め。
センチュリオン
指導者として認められた者がなることができ、一部隊（レギオン）を率いることができる指揮能力の高い騎士。戦闘能力は高くない。クラスチェンジするには、ソルジャーを5〜7人クラスアップさせる必要がある。
ヴァンパイア
人の道を外れた吸血鬼。昼は眠っていて戦闘できないが、夜は敵のHPを吸い取る技を使い、強さを発揮する。因みに昼は棺桶で眠るため、所属するユニットは全く動けなくなる。チェンジが難しいクラスでありながら使い辛い。

### 女性

#### 基本クラス
アマゾネス
簡易な武装をした弓兵で、女性の基本クラス。ここからノービスクラスにクラスチェンジすることになる。

#### ノービスクラス
アーチャー
弓矢で敵を射抜く弓兵。間接攻撃を専門とする。中衛でも二回攻撃が出来る。
ドラゴンテイマー
細剣でドラゴンを操る戦士。リーダーにすれば、ユニット内のドラゴンの能力が上がる。
ヴァルキリー
神に仕える魔法戦士。槍による華麗な攻撃と、風属性の魔法（ライトニング）を操る。
ソーサレス
初級攻撃魔法を操る魔法使い。装備している魔道書の魔法を使う。男性魔法使いのウィザードよりもMENの伸びが高い。
ウィッチ
補助魔法を操る魔女。装備している属性魔道書の補助魔法を使う。若干ソーサレスよりもパラメーターが高く成長していく。
クレリック
神に仕える僧侶。魔法で味方の傷を癒すことができる。また、今回はゾンビ系ユニットの浄化は出来ない。

#### マスタークラス
ディアナ
弓を極めた戦士。後衛に置くと3回攻撃を行う。間接攻撃のスペシャリストで、その攻撃は強力である。特に相手ユニットの後列の敵（魔法使い）に効果的なクラス。装備によっては相手を石化できる。
ドラゴンマスター
ドラゴン使いを極めた者。リーダーにすれば、ユニット内のドラゴンの能力をさらに引き出すことができる。女性クラスの中では最もSTRの伸びが高いが、剣が貧弱。防御の低さをドラゴンでカバーする。
フレイア
神に仕える魔法戦士。直接攻撃力はパラディンにはるかに及ばないが、範囲魔法が使えるのが魅力。魔法の属性は装備している槍の属性に準じる。
セイレーン
魔道を極め、上級攻撃魔法を操る優美な魔法使い。装備している魔道書の魔法を使う。ゴエティック同様、戦力として重要。
プリースト
神を篤く信仰する、高位の僧侶。上級回復魔法で一度に複数の味方の傷を大きく回復させる。中盤以降のPTに必須。
プリンセス
品位あるお姫様。上級魔法を操る他、ユニット内の他のキャラの攻撃回数を1度増やす。また、レギオンを指揮できる。「死神ユニット」のリーダー最有力候補なのは前々作と変わらず。
センチュリオン
指導者として認められた者がなることができ、一部隊（レギオン）を率いることができる騎士。女性ユニットでは最も重装備だが、クラスチェンジの条件、基本装備、能力など、男性とほぼ変わらない。
エンジェルナイト
背中に羽を持つ天使の騎士。条件を満たした女性キャラが死んだままマップをクリアすると、転生することができるが（最大でも20%）、ゾンビになる可能性の方が高い（30%）。アンデッド系の敵を消滅させることができる。DEX(器用さ)の成長速度はフェンサー並み。戦力に加えるならラブアンドピースで寝返らせる方が効率的。
セラフィム
上級の天使。この世界では四枚の翼を有する人型。エンジェルナイトがパラメーター条件を満たすと、戦闘終了後クラスチェンジする。前々作では薄着だったが、本作では重装備に変わった。全体攻撃「ジハド」はアンデッドを消滅させる。

### 男女共有
ソルジャー
槍を持った歩兵で、人間の初期クラス。他の人間クラスとは特殊な扱いで強化、成長する。また、石化しない。
ソルジャー自体はレベルを持たず、ユニオン全員の強さでパラメータが変動する。力不足を補うため、3人1組で行動しており、最大HPやステータスも3体分で1ユニット分となっている。一定のダメージで1人が脱落し、その分ユニット内のソルジャーの能力も落ちてしまう。減ってしまったソルジャーは、マップクリア時に獲得できるソルジャーストック（最大200まで保持可能）から補充する。
ある程度経験を積むと、ファイターかアマゾネスになる。どちらになるかはリーダーの性別で決まる。その際に設定されるレベルはユニオン全員の平均レベルで決定される。なお、残りの2人（1組内の人数）のソルジャーはどこかに消えてしまう。
ソルジャーを連れているリーダーは育成経験値を獲得できる。この経験値はセンチュリオンの条件の一つとなっている。
レギオンを組む際は、伝令役としてレギオンコアにソルジャーを配置する必要がある。また、その際、レギオン構成ユニットが戦闘した時に、ソルジャーが支援攻撃を行う（威力は上記の自軍レベル依存）。
ゾンビ
死亡した人間が、まれに転生する。男女の区別があり、女のゾンビの方がHPがやや低い。何度倒されても、神聖攻撃を受けて倒されたり、ユニットが全滅しない限り蘇る。敵に出てくると厄介なユニットの典型。イベントキャラでもゾンビに変わる可能性がある。
スケルトン
斧・ハンマーを持った骨だけの戦士。ゾンビが炎属性の攻撃を受けるとクラスチェンジする。ゾンビよりは強いのでゲーム序盤の盾役に向いている。
ゴースト
実体の無い幽霊。物理攻撃が当たりにくく、補助魔法を使う。スケルトンが風+炎属性の攻撃を受けるとクラスチェンジする。敵に一切ダメージを与えられないので使い勝手はイマイチ。復活するのはもちろん、物理攻撃が当たりにくいので敵の時は厄介。
リッチ
魔導を極めようとするがあまり、人であることを捨てた魔導士。魔法攻撃力、魔法防御力が非常に高い。レベルアップに連れて、魔法使いクラスの中では物理防御力も高い方になる。

### 亜人間
飛行クラスのみでユニットを組むと、地形に左右されず移動する飛行ユニットが組める。
ホークマン
背中に羽を生やした有翼人。条件を満たすと、バルタンかレイヴンにクラスチェンジが可能。ちなみにホークマンとバルタンは完全な別種である。
バルタン
赤い髪と羽を持つ有翼人。かつては天空を支配した古代有翼人の末裔と言われる。レイヴンよりAGI(素早さ)が若干成長しやすい。リーダーの資格を持ち、後列では特殊攻撃ができる。
レイヴン
黒い羽を持つ有翼人。暗黒道に堕ちているが、設定のみでゲームとしては関係がない。バルタンよりDEX(器用さ)が若干成長しやすい。有翼人においてレイヴンだけが「帽子」より防御力が高い「兜」を装備できる。リーダーの資格を持ち、後列では特殊攻撃ができる。
パンプキンヘッド
デネブによって作られた、カボチャ頭の人工生命体。デネブの管理がおざなりだったため野生化した。前衛では、相手のHPを半分にする「ドラッグイーター」を使う。後衛では、敵に大ダメージを与えるが自分のHPは半減する「かぼちゃうぉーず」を使う。プリーストと組ませると強力で、強敵相手にかなり使える。ゼノビアからはるばるパラティヌスにまで生息範囲を広げているそのたくましさは見事である。
フェアリー
妖精。AGI(素早さ)が高いため物理攻撃が当たりにくく、魔法攻撃も高確率で半減できる。前・中衛では、味方の能力を10%高めHPも少し回復する「なげキッス」を使う（HP回復量はフェアリーの残HPの1/20）。なお、戦闘終了時にステータスが一定値に達しているとクラスチェンジするキャラは、フェアリーの投げキッスによって一時的に上昇したステータスでもクラスチェンジする。後衛では神聖属性の「マジックミサイル」を行使する、が威力は低い。
グレムリン
小悪魔。正確には魔族であり、魔界の住人である。フェアリー同様、AGIが高いため物理攻撃が当たりにくく、魔法攻撃も高確率で半減できる。

### ドラゴン
中級クラスのドラゴンからは、ブレスを吐けるようになる。上級クラスのドラゴンは、より強力なブレスを吐ける。
ドラゴンパピー
幼生ドラゴン。条件を満たすと、その属性に合った中級ドラゴンかアラインメントの高低に合った中級ドラゴンにクラスチェンジする。ここから上級ドラゴンまで育て上げるのは根気がいる作業であり、野生の上級ドラゴンを拾ったほうが手間が省ける上、ゲームの仕様上強力である。
サンダードラゴン → ケツアルコアトル
風の属性を持つ紫色のドラゴン。条件を満たすとケツアルコアトルに進化する。ケツアルコアトルの吐くブレスは、相手を麻痺状態にする。
レッドドラゴン → フレアブラス
炎の属性を持つ赤色のドラゴン。条件を満たすとフレアブラスに進化する。フレアブラスの吐くブレスは、相手のパラメータを下げる。しかし、下げた所でダメージを無効化するほどではない。トレーニングでは重宝する。
アースドラゴン → ザッハーク
大地の属性を持つ緑色のドラゴン。条件を満たすとザッハークに進化する。ザッハークの起こすアースクエイクは相手のパラメータを下げるが、飛行タイプの敵には全く効果がない。
ブルードラゴン → ヒドラ
水の属性を持つ青色のドラゴン。条件を満たすとヒドラに進化する。ヒドラの吐くブレスは、相手を眠らせる。
プラチナドラゴン → バハムート
アラインメントが大幅に高く、神聖の属性を持つ神の祝福を受けた銀色のドラゴン。条件を満たすとバハムートに進化する。バハムートの吐くブレスは、HPがゼロになったアンデッドを消滅させる。
ブラックドラゴン → ティアマット
アラインメントが大幅に低く、暗黒の属性を持つ魔界の祝福を受けた黒色のドラゴン。条件を満たすとティアマットに進化する。ティアマットの吐くブレスは、相手を眠らせる。

### 魔獣
ワイアーム → ワイバーン
羽が生えたヘビのような魔獣。条件を満たすとワイバーンにクラスチェンジする。飛行ユニットの構成員としては適している。
グリフォン → オピニンクス
ライオンとワシの合成魔獣。条件を満たすとオピニンクスにクラスチェンジする。飛行ユニットの構成員としては適している。
ヘルハウンド → ケルベロス
2つの頭を持つ巨大な犬。条件を満たすと、3つ首のケルベロスにクラスチェンジする。
コカトリス
鶏とヘビの合成魔獣。後列に配置すると使うペトロブレス（2回攻撃）は標的を高確率で石化させることができる（石化では経験値は入らない）。自身は石化の影響を一切受けない。AGI・DEXともに高い上、魔獣らしくHPも多いので攻撃前に倒すのは困難。さらに魔法防御力も高いので、ウィッチの補助魔法以外では状態異常になりにくい。
スフィンクス
人間の女性の上半身に、ライオンの下半身、ワシの羽を持つ合成魔獣。相手の弱点を見抜き、その属性の魔法を使う。魔法のステータスが上昇しやすいため後衛に向いている。

### 人形
ゴーレム → ストーンゴーレム → バルダーゴーレム
知性を持った人形。ゴーレムが石化攻撃を受けるとストーンゴーレムに、ストーンゴーレムが炎＋風の合成魔法を受けると、バルダーゴーレムにクラスチェンジする。クラスチェンジさせるのは非常に難しく、野生を捕まえる方が遥かに容易で自軍の被害も少ない。

### 魔族
魔界の住人たち。第三章終盤の「カオスゲート」解放後は中央軍側に大量に参加。力の強弱こそあれ、人を「暗黒道」に堕とす瘴気を纏っている。
ゴブリン
魔界に住む、ひたいに角を持つ鬼人。鎧を装備し、短剣で戦う。魔界の「ファイター」。設定上は人をも欺く腕力と耐久力を持つとされているが、実際は人間系のクラスより虚弱。地上の「ファイター」より多少攻撃力が秀ているが、打たれ弱い。加えて装備品が少ない上にレベルを上げても強くなりにくい。
ゴーゴン
頭に無数の蛇を生やし、蛇の下肢を持つ異形の者。弓で戦うが、前衛では敵ユニットを全て石化させる邪眼を使う。ただし盾を持っているキャラ、ゴーゴンの真正面にいたキャラの真後ろにいるキャラには効かない。リーダーの資格を持つ。野生に出てくるので仲間にできる。
サテュロス
魔界の魔法戦士。山羊の角と下半身を有する。斧を装備し、後列では初級魔法も使う。リーダーの資格を持つほか、ユニット内の魔族の戦闘力をわずかに上昇させる。「野生」がいないので、仲間にするには「ラブアンドピース」を使うしかないが、実力的には「ヴァルキリー」程度。
オウガ
灰褐色の肌に巨大な体躯を持つ魔界の重戦士。かつて人間界を懸けて人間とオウガバトルを起こしたとされる。シリーズ三作目にして遂に登場。攻撃力は高いがAGIとDEXが低いため使えない。野生のオウガを倒すと、大剣の中で最強の「オウガブレード」が手に入る。
デーモン
魔界の悪魔であり、魔に属する者を統べる指揮官。レギオンリーダーの資格も持つ。敵専用であり、「ラブアンドピース」も効かない。神の末裔とされており、魔界での階級は高く他の魔界の住人と比べて高いカリスマを有する。中には人を気に入り、領主として生活しているものも（但し、住民はすべて欲望を解放され、「暗黒道」に堕ちていた）。

## スタッフ
- ディレクター：畔柳達哉
- アシスタントディレクター：片岡和裕
- プランナー：百田智和
- イベント作成：田中瑞枝
- システムプログラム：北川正昭
- チーフデザイナー：瀧野講司
- サウンドディレクター：今井利秋
- 作曲：岩田匡治、松尾早人、崎元仁
- キャラクターデザイン：加藤俊章
- マニュアル編集：鬼頭弥生
- プロデューサー：徳川誠

## 関連商品
- 加藤俊章「パラティヌスの武勲詩 加藤俊章アートワークス オウガバトル64ヴィジュアルブック」（双葉社、1999年11月）ISBN 4-575-29001-7